# Relaciones Angola-México
Las naciones de Angola y México establecieron relaciones diplomáticas en 1976. Ambas naciones son miembros de las Naciones Unidas.

## Historia
Durante el Comercio atlántico de esclavos, Portugal y España transportaron a gente esclavizada de Angola a México, donde llegaron principalmente a la ciudad portuaria de Veracruz. En noviembre de 1975, Angola obtuvo su independencia de Portugal. México pronto reconoció su independencia y estableció relaciones diplomáticas con Angola el 20 de febrero de 1976.
Poco después de ganar la independencia, Angola entró en una guerra civil que duró hasta el 2002. Durante la guerra, México se opuso a la presencia de tropas sudafricanas en Angola. En 1985, el secretario de Relaciones Exteriores de México, Bernardo Sepúlveda Amor, realizó una visita a Angola, convirtiéndose en el primer funcionario gubernamental de alto nivel en hacerlo. En 1989, el secretario de Relaciones Exteriores de México, Fernando Solana Morales, también realizó una visita al país.
Hacia el final de la guerra, en 1997, Angola abrió una embajada en la Ciudad de México. En marzo de 2006, el Primer ministro de Angola, Fernando da Piedade Dias dos Santos, realizó una visita a México donde se reunió con el presidente Vicente Fox.
En 2009, México abrió una embajada en Luanda, sin embargo, debido a la crisis económica mundial a la que México no estaba inmune, la embajada en Angola cerró sólo después de unos meses. En 2014, el secretario de Relaciones Exteriores de México, José Antonio Meade visitó Angola. Durante su visita, el secretario Meade prometió que México volvería a abrir una embajada en el país, sin embargo, la embajada en Luanda nunca se ha vuelto a abrir. En noviembre de 2018, Angola cerró su embajada en la Ciudad de México debido a restricciones presupuestarias. En diciembre de 2018, el ministro de Relaciones Exteriores de Angola, Manuel Domingos Augusto, asistió a la toma de posesión del presidente de México, Andrés Manuel López Obrador.
En 2019, varios cientos de migrantes africanos ingresaron a México en ruta hacia la frontera entre Estados Unidos y México. Muchos de los migrantes se originaron en Angola e intentaban buscar asilo en los Estados Unidos y escapar de la pobreza y los abusos de los derechos humanos en Angola.
En 2024, ambas naciones celebraron 48 años de relaciones diplomáticas.

## Visitas de alto nivel
Visitas de alto nivel de Angola a México
- Primer Ministro Fernando da Piedade Dias dos Santos (2006)
- Ministro de Salud Sebastiao Sapuile Veloso (2006)
- Viceministro de Relaciones Exteriores Georges Rebelo Chicoti (2006)
- Ministro de la Economía Abrahão Pio dos Santos Gourgel (2013)
- Ministro de Relaciones Exteriores Manuel Domingos Augusto (2018)

Visitas de alto nivel de México a Angola
- Secretario de Relaciones Exteriores Bernardo Sepúlveda Amor (1985)
- Secretario de Relaciones Exteriores Fernando Solana Morales (1989)
- Secretario de Relaciones Exteriores José Antonio Meade (2014)
- Subsecretario de Relaciones Exteriores Carlos de Icaza González (2014)
- Director general para África y Medio Oriente María Carmen Oñate Muñoz (2014)
- Director general de ProMéxico Francisco González Díaz (2014)

## Acuerdos bilaterales
Ambas naciones han firmado los siguientes acuerdos bilaterales: Memorándum de Entendimiento para el establecimiento del mecanismo de consultas en materias de interés mutuo (2004); Acuerdo de Cooperación Educativa, Cultural y Técnica (2014) y un Memorando de Entendimiento de Cooperación Diplomática y Académica (2014).

## Relaciones comerciales
En 2023, el comercio entre ambas naciones ascendió a $21.2 millones de dólares. La principal exportación de Angola a México fue el gas de petróleo. Las principales exportaciones de México a Angola incluyen: tubos y tuberías de hierro o acero. Empresas multinacionales mexicanas como Grupo Gusi y SuKarne operan en Angola. En 2022, la empresa mexicana Cemex se asoció con la empresa danesa de tecnología de construcción, COBOD, para fomentar la impresión 3D de viviendas en concreto en Angola.

## Misiones diplomáticas
- Angola está acreditado ante México a través de su embajada en Washington D. C., Estados Unidos.[13]
- México está acreditado ante Angola a través de su embajada en Pretoria, Sudáfrica y mantiene un consulado honorario en Luanda.[14]